# Lotus gomerythus
El pico de paloma de La Gomera (Lotus gomerythus) es un endemismo de la isla de La Gomera que pertenece a la familia Fabaceae. Solo se conoce un ejemplar en estado silvestre.

## Distribución y características
Es un endemismo exclusivo de la isla de La Gomera, su zona de distribución era en zonas rupícolas y de matorral asociado al bosque termoesclerófilo.
Es un subarbusto, velloso-seríceo, ramificado, sus tallos con base leñosa son rastreros o colgantes.
- Hojas sésiles, pentafoliadas, con los foliolos estrechamente lineares con pelos blanquecinos.
- Flores sobre pedúnculos cortos en grupos de 2-3, cáliz peloso en el exterior; corola de color naranja azafrán, estandarte algo pubescente en el exterior, de color amarillo con banda central más oscura y venas de color ferruginoso, ovado-lanceolado, acuminado, curvado; alas glabras, oblongo-lanceoladas con giba en la parte superior, quilla glabra, ovado-lanceolada terminando en pico más largo que las alas.
- Frutos son legumbres cilíndricas torulosas (comprimidas entre las semillas).

## Historia
Descubierta en 2016 por Ana M. Portero Álvarez, Javier Martín-Carbajal González, Ricardo Mesa Coello durante una acción de control de la especie exótica invasora Cenchrus orientalis. El estudio taxonómico realizado por Ricardo A. Mesa Coello y J. Alfredo Reyes Betancort (Director del Jardín Botánico de Aclimatación de La Orotava), indicaba que es un nuevo taxón. Finalmente, en mayo de 2019, José A. Pérez (Departamento de Bioquímica, Microbiología, Biología Celular y Genética, Universidad de La Laguna confirmó que se trataba de una entidad genéticamente separada del resto de especies.
Los estudios realizados in situ con este único ejemplar muestran una alta capacidad de floración pero muy baja de fructificación, no habiéndose encontrado hasta ahora ni plántulas ni semillas en los alrededores.El Parque Nacional de Garajonay y el Cabildo de la Gomera han obtenido más de 50 individuos por esquejes, pero ninguno ha conseguido sobrevivir más de 2-3 años por motivos aún desconocidos.